# Golina-Wieś
Golina, Golina-Wieś – dawna wieś, od 1964 niestandaryzowana część miasta Golina, położona na północ i północny wschód od golińskiej starówki.

## Historia
Golina-Wieś to dawna miejscowość należąca od 1867 do gminy Golina w  powiecie konińskim, od 1919 w województwie łódzkim. 1 września 1933 otrzymała status gromady (sołectwa) w gminie Golina, obejmując wieś Golina, folwark Golina i gorzelnię Golina. Od 1 kwietnia 1938 w województwie poznańskim.
Po wojnie zachowała przynależność administracyjną, stanowiąc jedną z 16 gromad gminy Golina. W związku z reformą administracyjną kraju jesienią 1954 weszła w skład nowo utworzonej gromady Golina w powiecie konińskim w województwie poznańskim.
31 grudnia 1964 wieś Golinę (201,90 ha) wyłączono z gromady Golina, włączając ją do miasta Golina w tymże powiecie.